# شایسته ایرانی
شایسته ایرانی (زاده ۲ تیر ۱۳۵۸، تهران) بازیگر سینما، تئاتر و تلویزیون و همچنین عکاس ایرانی است.

## زندگی
شایسته ایرانی فارغ‌التحصیل مقطع کارشناسی رشته نمایش از دانشگاه آزاد اسلامی ایران است. او پس از تجربه‌های متعدد ایفای نقش بر روی صحنه تئاتر، بازیگری سینما را در سال ۱۳۸۴ با بازی در فیلم آفساید جعفر پناهی آغاز کرد.

## فیلم‌های سینمایی
- آفساید (جعفر پناهی)
- موج سوم (فیلم) (آرش سجادی حسینی)
- آینه‌های روبرو (نگار آذربایجانی)
- امکان مینا (کمال تبریزی)
- فصل نرگس (نگار آذربایجانی)
- کامیون (فیلم ۱۳۹۶) (کامبوزیا پرتوی)

## فیلم‌های تلویزیونی
- سایه‌ها (حسین شهابی)
- نشانی لاله‌ها (اکبر منصور فلاح)
- ایران دخت (محمد رضا ورزی)

## سریال
- عید امسال (سعید آقاخانی) ۱۳۸۸ شبکه تهران
- ستایش (سعید سلطانی) ۱۳۸۹ شبکه سه
- ایراندخت (محمد رضا ورزی) ۱۳۹٧ شبکه یک
- ترور خاموش (احمد معظمی) ۱۳۹۸ شبکه یک
- خانه امن (احمد معظمی) ١٣٩٩ شبکه یک
- برف بی صدا می بارد (پوریا آذربایجانی) ١۴٠٠ شبکه سه